# Fate of Norns
Fate Of Norns é o quinto álbum da banda de Death Metal Melódico Amon Amarth. Lançado em 6 de Setembro de 2004 pela gravadora Metal Blade Records.
Quando perguntado para comentar sobre o álbum, o vocalista Johan Hegg disse:
| “            | O som está muito mais maduro do que os álbuns anteriores. O processo de criação desse álbum começou quando paramos de gravar nos estúdios Abyss e começamos a gravar no Berno, quando começamos a trabalhar com Berno Paulsson. Nós improvisamos muito neste álbum. Fomos capazes de fazer todos os instrumentos soar muito bem juntos. E ainda mantemos o peso e a brutalidade que precisamos para ser Amon Amarth. | ” |
| — Johan Hegg | |   |

## Faixas
1. "An Ancient Sign of Coming Storm" - 04:38
2. "Where Death Seems to Dwell" - 04:58
3. "The Fate of Norns" - 05:58
4. "The Pursuit of Vikings" - 04:30
5. "Valkyries Ride" - 04:47
6. "The Beheading of a King" - 03:24
7. "Arson" - 06:48
8. "Once Sealed in Blood" - 04:50

## Integrantes
- Johan Hegg – vocal
- Olavi Mikkonen – guitarra
- Johan Söderberg – guitarra
- Ted Lundström – baixo
- Fredrik Andersson – bateria

### Outros
- Mixagem no Berno Studio por Berno Paulsson
- Trompa na música "Arson" por Udo Schlangschnabel